# HT&D
HT&D (Hygiëne Thuis & Daarbuiten) was een moppenprogramma op televisie met in de eerste twee seizoenen als producer en gastheer Guido Depraetere. Begin 1996 werd Walter Capiau de vaste gastheer. Het programma werd voor het eerst uitgezonden in 1994 op de Belgische commerciële zender VTM, liep tot 1998 en werd geproduceerd door het productiehuis Media Lounge met als producer Tom Bauwens. Er werden in totaal 91 afleveringen gemaakt.

## Opzet
Elk programma kende 6 gasten die de moppen tapten. Ze zaten aan een gebogen tafel met achter hen het publiek. Hierdoor zag de kijker lachende mensen, welk een versterkend effect heeft net zoals bij een lachband. Voor de tafel was een klein podium waarop de mop met meer expressie uitgebeeld kon worden. De moppen werden voornamelijk getapt door bekende Vlamingen. Het programma startte elke week met een carnavalesk en aanstekelijk muziekje gecomponeerd door Peter Verrydt.
In het programma kwam ook elke week een 'moppentapper aan de toog' aan bod.
Er werden soms ook de handpoppen gebruikt van de Gentse poppenspeler Jean-Pierre Maeren. De bekendste figuren waren 'Nicootje', 'Zuster Vaseline' en 'Koning Albert'.
In het laatste seizoen werd ook wekelijks een korte muzikale conference gehouden door de komiek Dirk Bauters. Het programma eindigde steevast met een korte mop van Guido Depraetere en na hem van  Aurèle Vercruysse.

### Gasten
- Walter Capiau
- Odilon Mortier
- Hugo Symons
- Jacky Lafon
- Jos Ghysen
- Bernard Verheyden
- Urbanus
- Helmut Lotti
- Wendy Van Wanten
- Simonne Peeters
- Hans Kusters
- Liliane Dorekens
- Zaki
- Herbert Bruynseels
- Willy Sommers
- Gaston Berghmans
- Guido Depraetere (Bazielmop)

## Boek
Er is ook een boek verschenen, De beste moppen uit HT&D uitgegeven bij Deltas. In 2019 verscheen de hele reeks op DVD (afl. 1-127). Eerder was er al een reeks uitgegeven (afl. 1-48).